# Globoquadrina
Globoquadrina es un género de foraminífero planctónico de la familia Catapsydracidae, de la superfamilia Globorotalioidea, del suborden Globigerinina y del orden Globigerinida. Su especie tipo es Globorotalia deshicens. Su rango cronoestratigráfico abarca desde el Bartoniense superior (Eoceno superior) hasta la Zancliense inferior (Pleistoceno inferior).

## Descripción
Globoquadrina incluía especies con conchas trocoespiraladas globigeriniforme a planoconvexa; sus cámaras eran hemiesféricas a subcónicas, abrazadoras, y creciendo en tamaño de manera rápida; sus suturas intercamerales son incididas y rectas; su contorno ecuatorial era subcuadrado a redondeado, y ligeramente lobulado; su periferia era ampliamente redondeada; su ombligo era moderadamente amplio y profundo; su abertura principal era interiomarginal, de umbilical (intraumbilical), con forma de arco bajo y protegida con un labio o un diente; los dientes de las aberturas de las cámaras precedentes podían ser observadas en el área umbilical; presentaban pared calcítica hialina, fuertemente perforada con poros en copa, y superficie punteada o reticulada, y espinosa (bases de espinas).

## Discusión
Clasificaciones posteriores han incluido Globoquadrina en la familia Globigerinidae.

## Paleoecología
Globoquadrina incluía especies con un modo de vida planctónico, de distribución latitudinal tropical a templada, y habitantes pelágicos de aguas intermedias (medio mesopelágico superior).

## Clasificación
Se han descrito numerosas especies de Globoquadrina. Entre las especies más interesantes o más conocidas destacan:
- Globoquadrina binaiensis †
- Globoquadrina dehiscens †
- Globoquadrina praedehiscens †
- Globoquadrina rohri †
- Globoquadrina sellii †
- Globoquadrina tapuriensis †
- Globoquadrina tripartita †

Un listado completo de las especies descritas en el género Globoquadrina puede verse en el siguiente anexo.